# Forças Armadas Brasileiras
Le forze armate brasiliane (in portoghese Forças Armadas Brasileiras), le più grandi dell'America Latina, comprendono l'Esercito del Brasile, la Marina del Brasile (comprendente il corpo dei marine brasiliano e l'aviazione navale) e l'Aeronautica militare brasiliana. La Polícia Militar è definita come forza ausiliare dell'esercito.
Tutte le branche militari sono parte del Ministério da Defesa.

## Panoramica
Responsabile delle operazioni a terra è l'esercito , mentre la marina è responsabile delle operazioni navali e del pattugliamento delle acque territoriali brasiliane. È la più antica tra le forze armate brasiliane e la più grande marina del Sud America, con una portaerei di 27.307 tonnellate di stazza, la San Paolo (la vecchia Portaerei Foch francese), alcune fregate di costruzione inglese e americana, poche corvette costruite in Brasile, sottomarini diesel-elettrici costieri e molte altre imbarcazioni per il pattugliamento di fiumi e coste.
L'Aeronautica brasiliana (Força Aérea Brasileira, FAB) fu creata quando le divisioni aeree della Marina e dell'Esercito furono unite in una sola forza, chiamata inizialmente "Forza Aerea Nazionale". Entrambi i corpi trasferirono nella nuova unità i loro equipaggiamenti, installazioni e personale.
La FAB è la più grande forza aerea dell'America Latina con circa 700 velivoli con equipaggio in servizio e, l'8 luglio 2005, contava un organico di 66.020 persone in servizio attivo. Sono impiegati anche 7.500 civili.

## Dati sugli organici
Secondo una stima del 2005 il personale ammonterebbe a circa 45.586.036 uomini di età tra i 19 e i 45 anni e di 45.728.704 donne di età compresa tra 19 e 49 anni disponibili per il servizio militare, e di 33.119.098 uomini di età tra 19-49 anni e 38.079.722 donne tra 19-49 anni idonei al servizio militare.
Agli uomini in Brasile è richiesto di arruolarsi per svolgere 12 mesi (24 nell'Aeronautica e 36 nella Marina) di servizio militare dopo il loro 18º compleanno. Comunque, la maggior parte degli arruolati sono dispensati, e non servono per tutto il periodo. La maggior parte delle volte il servizio è svolto presso basi militari il più vicino possibile alla casa della persona.
A partire dai primi anni 1980, alle donne fu permesso di servire nelle forze armate quando le Forças Armadas Brasileiras divennero le prime forze in Sud America ad accettare le donne nei truppe di carriera; le quali servono anche in Marina e Aeronautica ma solo nei corpi di riserva femminili. Nel 2006 si è laureata la prima classe di donne pilota dell'Aeronautica.

## Spese militari
Le spese militari per il 2005 furono pari a 9,94 miliardi di dollari statunitensi , circa l'1,3% del PIL. I pagamenti per il personale e le pensioni assorbono circa l'80% del budget della Difesa, così i militari brasiliani non hanno abbastanza soldi da investire sia in manutenzione sia in nuovi equipaggiamenti.
Tra il 2001 e il 2007 solo 11,1 miliardi di real (circa 6,1 miliardi di dollari statunitensi ) sono stati investiti nel comparto militare. Per il 2008, comunque, si prevede che vengano investiti 4,9 miliardi di real.
Solo 267 (37%) degli aerei sono operativi, mancanza di manutenzione e parti di ricambio hanno tenuto a terra 452 aerei.
Ad aggravare questo problema c'è il fatto che il 60% degli aerei sono vecchi di 20 anni o più.
Anche la Marina sta affrontando difficoltà perché, a parte avere solo 21 navi da combattimento in superficie per pattugliare oltre 7.000 km di costa, solo 10 di queste navi sono operative e a volte con restrizioni operative.
Dei 5 sottomarini della Marina, dei quali solo 1 è funzionante, 2 operano con restrizioni e 27 (46%) dei 58 elicotteri della Marina sono anch'essi tenuti a terra.
Anche l'Esercito si trova alle prese con problemi, il 78% di tutti i veicoli sono vecchi di 34 anni o più e alcuni camion sono datati alla Seconda guerra mondiale, la maggior parte dei cannoni dell'artiglieria dell'Esercito sono anch'essi risalenti al secondo conflitto mondiale. 1.437 veicoli corazzati dell'Esercito (oltre il 40%) non sono pronti a combattere e 2.670 (il 40%) dei veicoli non sono operativi.
Da ultimo, l'ammontare dei depositi di munizioni è solo il 15% di quanto è raccomandato.